# Дмитриев, Кирилл Александрович
Кирилл Александрович Дмитриев (род. 12 апреля 1975, Киев) — российский финансист, инвестор. С 2011 года генеральный директор Российского фонда прямых инвестиций. Заместитель председателя Совета по инвестициям при председателе Государственной Думы РФ, руководил Icon Private Equity (фондом прямых инвестиций с капиталом под управлением более 1 000 000 000 долларов США, 2007—2011).
В феврале 2022 года и Кирилл Дмитриев, и РФПИ в связи с вторжением России на Украину включены в санкции Великобритании, США, Канады, Австралии, Новой Зеландии.

## Биография

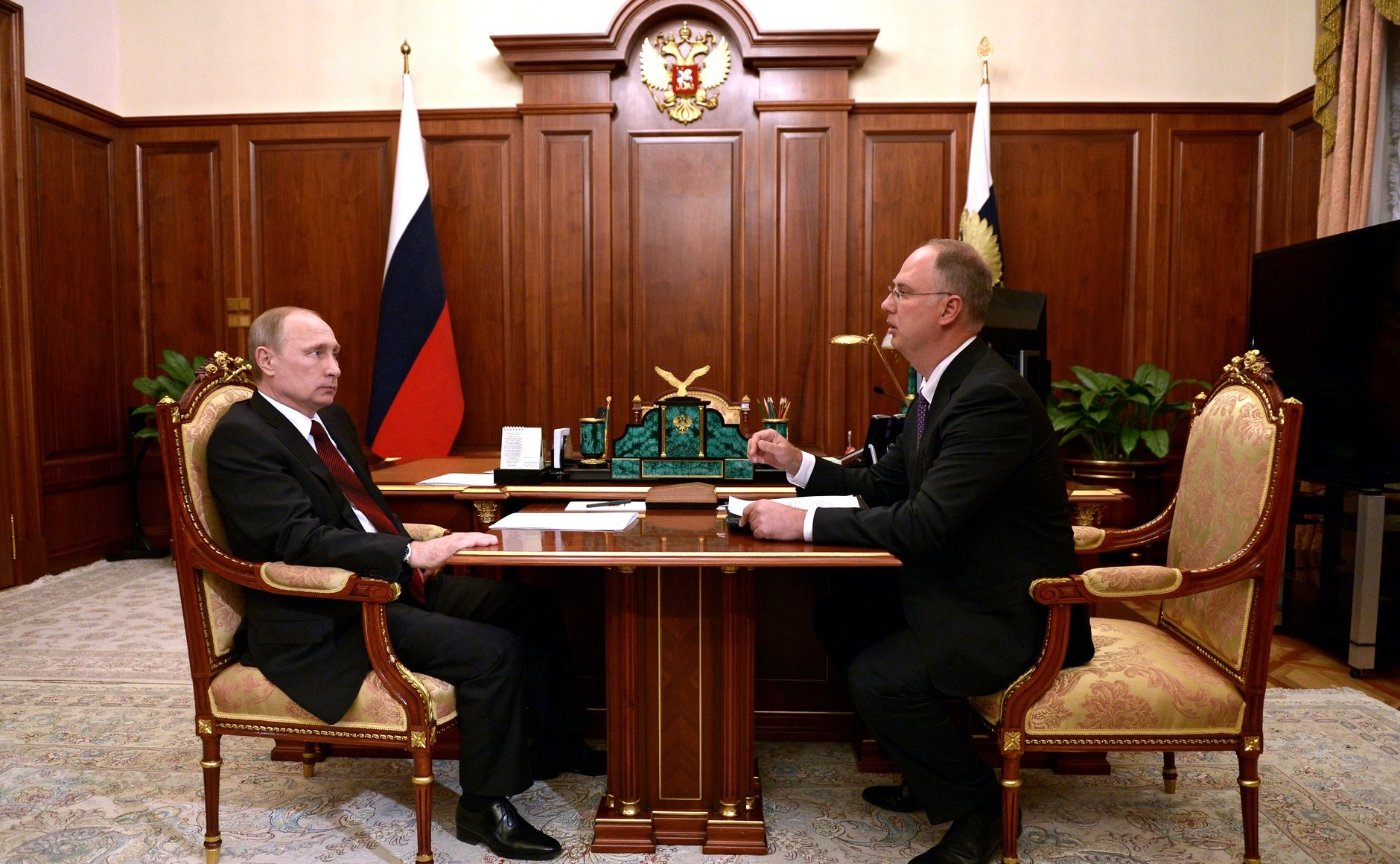
Встреча Владимира Путина с Кириллом Дмитриевым, март 2015 года

Кирилл Александрович Дмитриев родился 12 апреля 1975 года в Киеве. В 1989 году учеником физико-математической школы, по обмену отправился в США, для прохождения двухгодичной программы в колледж Футхил в штате Калифорния. Ему удалось получить полную стипендию на обучение за границей.
В 1996 году окончил Стэнфордский университет с отличием, получив степень бакалавра по экономике. В 2000 году получил степень магистра делового администрирования в Гарвардской школе бизнеса с отличием (Baker Scholar).
В 1996—1999 годах работал в инвестиционном банке Goldman Sachs в Нью-Йорке и в консалтинговой компании McKinsey & Company в Лос-Анджелесе, Москве и Праге.
В 2000—2002 годах — в компании IBS, до 8 ноября 2001 года — заместитель генерального директора, а затем до 29 мая 2002 года — управляющий директор департамента управленческого консультирования. В 2002—2007 годы был сначала директором по инвестициям в фонде Delta Private Equity, потом — управляющим директором и партнёром. В 2005—2006 годах — председатель Российской ассоциации прямого и венчурного инвестирования (РАВИ).
В 2007—2011 годах — управляющий партнёр и президент фонда прямых инвестиций Icon Private Equity. Провёл целый ряд знаковых для российского инвестиционного рынка сделок: продажу Delta Bank компании General Electric, Delta Credit — Société Générale, акций СТС Медиа — Fidelity Investments, и других.
В 2010 году был включён в список молодых глобальных лидеров Всемирного экономического форума в Давосе.
С апреля 2011 года — генеральный директор УК Российского фонда прямых инвестиций. Под его управлением РФПИ реализовал более 90 проектов общим объёмом свыше 2,1 трлн рублей, охватывающих 95 % регионов РФ и заключил партнёрства с международными соинвесторами из более чем 15 стран на общую сумму более 40 млрд долл.
В 2011 году стал единственным россиянином в рейтинге «100 самых влиятельных профессионалов индустрии прямых инвестиций за последнее десятилетие» журнала Private Equity International. В рамках года председательства России в «Большой двадцатке» (G20) возглавлял целевую группу «Деловой двадцатки» (B20) «Инвестиции и инфраструктура».
Указом президента РФ Кирилл Дмитриев был назначен одним из пяти членов Делового Совета БРИКС, а также одним из трёх членов Делового консультативного совета АТЭС.
Был избран вице-президентом Российского союза промышленников и предпринимателей.

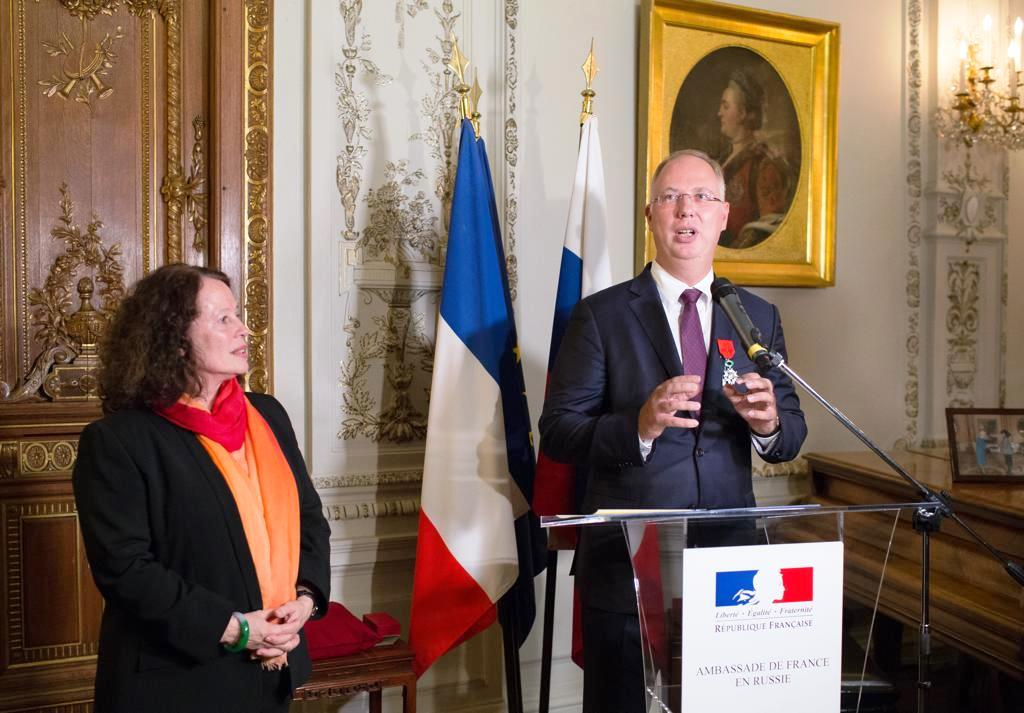
К. А. Дмитриев выступает с речью после вручения ему ордена Почётного легиона. Слева — посол Франции в России А.-С. Берманн. 19 ноября 2018 года

16 января 2017 года Дмитриев стал первым представителем России, который встретился в Давосе с советником избранного президента США Дональда Трампа Энтони Скарамуччи на Всемирном экономическом форуме в швейцарском Давосе 22 июня сайт CNN.com опубликовал материал, увязывающий Энтони Скарамуччи и эту встречу с расследованиями в отношении Российского фонда прямых инвестиций, но на следующий день статья была удалена, так как «не соответствовала редакционным стандартам CNN».
30 ноября 2017 года основатель американской частной военной компании Blackwater Эрик Принс сообщил на слушаниях в конгрессе, что 11 января 2017 года на Сейшельских островах встречался с Кириллом Дмитриевым. Эта информация прозвучала в ходе показаний Принса членам комитета по разведке палаты представителей конгресса США в ходе расследования возможного вмешательства России в американские президентские выборы в 2016 году. По мнению анонимных источников газеты The Washington Post, целью встречи, состоявшейся при посредничестве Объединённых Арабских Эмиратов, предположительно, была установка секретного канала связи между Дональдом Трампом и Владимиром Путиным. В ходе слушаний Принс эту информацию опроверг, заявив, что не обсуждал с главой Российского фонда прямых инвестиций Кириллом Дмитриевым какой-либо «канал связи» между США и Россией.
В феврале 2019 года Дмитриев оказался одним из первых российских топ-менеджеров и бизнесменов, выступивших в поддержку и заявивших о готовности поручиться за арестованного главу фонда Baring Vostok Capital Partners Майкла Калви и других сотрудников фонда. Спустя несколько дней после ареста Дмитриев направил ходатайства в Мосгорсуд, Басманный суд и Следственный комитет об изменении меры пресечения арестованным фигурантам дела Baring Vostok на домашний арест. Впоследствии Басманный суд Москвы отпустил основателя инвестфонда Baring Vostok Майкла Калви под домашний арест.
В феврале 2025 года Дмитриев был назначен специальным представителем президента РФ по инвестиционно-экономическому сотрудничеству с зарубежными странами. Дмитриев был включён в состав российскую делегации для российско-американских переговоров в Эр-Рияде 18 февраля 2025 года. Во время встреч в Эр-Риярде с государственным секретарем США Марко Рубио, советником по национальной безопасности Майком Уолтцем и специальным представителем президента США по Ближнему Востоку Стивом Уиткоффом, Дмитриев, входивший в российскую делегацию, курировал инвестиционно-экономический блок. На переговорах с членами американской делегации Дмитриев провёл обсуждение вопросов восстановления инвестиционно-экономического взаимодействия между Россией и Соединёнными Штатами.

## В период эпидемии COVID-19
В 2020 году Дмитриев подверг критике британские усилия по исследованию вакцины против COVID-19, неоднократно ссылаясь на вакцину Оксфорд — AstraZeneca как «обезьянью вакцину», поскольку исследования включали модифицированную версию вируса шимпанзе. Позже Дмитриев заявил, что пересмотрит своё мнение об оксфордской вакцине, и прекратил использовать этот эпитет.
Впоследствии Дмитриев выступил в поддержку партнерства между НИЦЭМ им. Гамалеи, РФПИ и компанией AstraZeneca для увеличения эффективности вакцины AstraZeneca за счёт применения одного из компонентов вакцины Спутник V. Соответствующее предложение было сделано коллективом разработчиков Спутника V в сообщении в Twitter. Предложение было принято компанией AstraZeneca, и партнёрство между РФПИ, НИЦЭМ им. Гамалеи и AstraZeneca было создано в декабре 2020 года.

## Участие в советах директоров
Входит в советы директоров компаний «Ростелеком», «Газпромбанк», «Российские железные дороги», Транснефть, Россети (с 2020 года) и наблюдательный совет компании «Алроса».
Общее годовое вознаграждение Кирилла Дмитриева за 2020 год как члена совета директоров всех компаний, по оценке издания «Собеседник», составляло около 50 миллионов рублей.
Член попечительского совета МГУ, Мариинского театра, Российского института театрального искусства ГИТИС и Фонда «История Отечества».
До 5 марта 2022 года входил в совет директоров MD Medical Group Investments Plc (управляет сетью клиник «Мать и дитя»).

## Санкции
Из-за поддержки российской агрессии и нарушения территориальной целостности Украины во время российско-украинской войны находится под персональными санкциями ряда стран.
С 24 февраля 2022 года находится в санкционном списке Канады «соратников режима» как ключевой член ближайшего окружения президента Владимира Путина
С 28 февраля 2022 года находится под санкциями Соединенных Штатов Америки как близкий соратник Путина и генеральный директор РФПИ. Власти отмечают, что Дмитриев использовал свои связи с университетами и организациями в США, чтобы выступать в качестве представителя Путина в американских учреждениях, тем самым предоставляя ему доступ к ключевым экономическим возможностям в США.
С 1 марта 2022 года находится под санкциями Великобритании, так как «занимается деятельностью, имеющей экономическую значимость для правительства России, и, как результат, получает преимущество от правительства России или поддерживает его».
По аналогичным основаниям с 14 марта 2022 года находится под санкциями Австралии. С 5 апреля 2022 года находится под санкциями Новой Зеландии.
Поскольку в феврале 2025 года Дмитриева включили в состав российской делегации [какой?], санкции США были приостановлены для выдачи визы [какой?]..

## Критика
По данным «Важных историй», ссылающаяся на доступ к архиву электронной почты К. Н. Шамалова через анонимный источник, находясь на посту генерального директора РФПИ, Дмитриев передавал предполагаемому зятю В. В. Путина К. Н. Шамалову конфиденциальную информацию и внутренние документы фонда, в том числе в 2012 году заранее оповестил о вхождении фонда в капитал «Ростелекома» (РФПИ совместно с Deutsche Bank приобрёл 2,7 % компании за 7,7 млрд руб в октябре 2013 года — за это время ценные бумаги оператора связи выросли почти на 30 %.). Впоследствии Дмитриев публично опроверг приведённую «Важными историями» информацию, назвав материал «одним из тысяч информационных вбросов» в своём интервью британской телекомпании BBC.
По данным журналистских расследований, Дмитриев считается близким человеком в семье Владимира Путина. После женитьбы на подруге младшей дочери Владимира Путина, Дмитриев получил влияние в Кремле, став главным «решалой».

## Семья
Отец: Дмитриев Александр Петрович ― советский и украинский биолог, заведующий Лабораторией иммунитета растений Института клеточной биологии и генетической инженерии НАН Украины, доктор биологических наук, профессор, член-корреспондент НАН Украины, вице-президент Украинского общества фитопатологов.
Женат на Наталье Поповой (род. 28 июля 1981), ведущей программы «Наука» на канале «Россия 24», реалити-шоу «Практиканты» и «Вызов» на канале ТНТ (совместно с Дмитрием Губерниевым). Вела передачи «Дом учёных» и «Новые люди». Попова — близкая подруга Катерины Тихоновой, работает первым заместителем генерального директора фонда «Иннопрактика», является акционером ряда коммерческих предприятий и президентом IT-компании ООО «Вижн Медиа Центр». С декабря 2019 года Наталья Попова занимает пост общественного омбудсмена в сфере защиты прав высокотехнологичных компаний-лидеров.

## Награды
- Орден Александра Невского (12 июня 2017 года) — за большой вклад в реализацию международных инвестиционных проектов и социально-экономическое развитие Российской Федерации[55]
- Орден Почёта (16 апреля 2020 года) — за большой вклад в реализацию международных инвестиционных проектов и социально-экономическое развитие Российской Федерации[56]
- Почётная грамота Президента Российской Федерации (25 мая 2015 года) — за вклад в социально-экономическое развитие Российской Федерации, достигнутые трудовые успехи, активную общественную деятельность и многолетнюю добросовестную работу[57]
- Кавалер Ордена Почётного легиона (6 апреля 2018 года, Франция). Орден вручён послом Франции в России Сильви Берманн в ходе торжественной церемонии в Посольстве Франции 19 ноября 2018 года[58].
- Кавалер ордена Звезды Италии (лишён награды в 2022 году)[59][60].
- Орден короля Абдель-Азиза II степени (5 октября 2019 года, Саудовская Аравия) — указом Короля Саудовской Аравии Сальмана бен Абдель Азиза Аль Сауда за первостепенный вклад в укрепление сотрудничества между Россией и Саудовской Аравией[61].
- Орден дружбы Казахстана (20 декабря 2021 года) — по указу Президента Республики Казахстан Касым-Жомарта Токаева за особые заслуги в развитии дружественных отношений и сотрудничества между Казахстаном и Россией. Церемонию награждения провел Премьер-министр Казахстана Аскар Мамин[62].

## Публикации
- Op-Ed: The US and Russia should work together to defeat the coronavirus // CNBC, 5 апреля 2020 года (Перевод: Мнение: США и Россия должны работать вместе, чтобы победить коронавирус // ИноСМИ)
- What Russia Got Right About the Coronavirus—and What It Can Share With The World | Opinion // Newsweek, 14 июля 2020 года (Перевод: Newsweek (США): что Россия сделала правильно в борьбе с коронавирусом — и чем она может поделиться со всем миром // ИноСМИ)
- Forbidden Op-Ed: The Sputnik Vaccine as a Lifesaving Global Partnership // Sputnik International, 11 августа 2020 года (Перевод: Запрещенная колонка: вакцина «Спутник» — международное партнерство, спасающее жизни // Сайт вакцины «Спутник V»)
- Kirill Dmitriev: Questions on Sputnik V Vaccine Answered, Critics need to Look for Plank in Own Eyes // Sputnik International, 7 сентября 2020 года (Перевод: Критикам российской вакцины от коронавируса пора поискать бревно в глазу // РИА Новости)